# 행잉 록 (빅토리아주)
행잉 록(Hanging Rock) 또는 디오게네스산(Mount Diogenes)은 호주 빅토리아주 중부에 있는 독특한 지질 구조로, 해발 718m, 상대 높이는 105m인 돌덩어리가 두 개의 작은 마을 뉴햄(Newham)과 헤스켓(Heskek) 사이의 황야에 덩그러니 놓여 있다. 행잉 록은 멜버른 북서쪽 70 km쯤, 사화산인 매서던 산 북쪽 수 km에 위치해 있다. 1900년 2월에 이곳에서 여대생 한 무리가 실종되었다는 내용의 소설 《행잉록에서의 소풍》으로 유명하다.